# Vražda Rogera Ackroyda
Vražda Rogera Ackroyda (v anglickém originále The Murder of Roger Ackroyd) je detektivní román od Agathy Christie. Je to třetí román, ve kterém vystupuje Hercule Poirot. Patří mezi nejznámější knihy této populární autorky. Rozuzlení případu je ve světové detektivní literatuře zcela ojedinělé a originální. Kniha se proto v době svého prvního vydání stala předmětem ostrých sporů předních kritiků a znalců detektivního žánru. V seznamu 100. nejdůležitějších knih dle Le Monde, který tento deník sestavil na základě odpovědí cca 17 000 Francouzů je tento román na 49. místě. V roce 2013 ho „the British Crime Writers' Association“ zvolila jako nejlepší detektivní román všech dob.
Poprvé byl publikován ve Spojeném království v roce 1926 v nakladatelství William Collins & Sons, Londýn. Ve Spojených státech vyšel v témže roce v nakladatelství Dodd, Mead & Company, New York. V roce 1928 měla v londýnském divadle Prince z Walesu premiéru stejnojmenná divadelní hra. V roce 1931 vznikl podle námětu knihy film Alibi. 
V České republice vyšla kniha naposledy v roce 2001 v Knižním klubu. Přeložila Eva Outratová: v tomto překladu jde již o třetí vydání, druhé v rámci Knižního klubu. ISBN 80-242-0615-3, EAN: 9788024206158

## Děj románu
Příběh se odehrává ve fiktivním anglickém městečku King's Abbott. Vypravěčem je doktor James Sheppard. Není ženatý, žije v domě společně se svou sestrou Karolínou. Karolína je detektiv-amatér. Má oči všude a nic jí neunikne, většinu času se věnuje vesnickým klepům. Vedle jejich domku se přistěhuje nový soused. Není to nikdo jiný než soukromý detektiv na odpočinku jménem Hercule Poirot. Hodlá odpočívat a věnovat se pěstování dýní.
Poklidnou hladinu v obci rozvíří smrt bohaté vdovy paní Ferrarsové, která před rokem údajně zavraždila svého muže. Následně je ve svém domě zavražděn bohatý Roger Ackroyd, který si ji měl brát. Pan Ackroyd byl večer probodnut tuniskou dýkou. Podezřelými jsou všichni, kdo toho večera byli v domě. Nejpodezřelejší je ale adoptivní syn zavražděného, Ralf Paton, který je zasnouben s Ackroydovou neteří Floru. Ralf v předvečer vraždy bez vysvětlení zmizí. Zdánlivě má nejsilnější důvod k vraždě. S Rogerem Ackroydem se dříve hádali a po svatbě s Florou by zdědil velký majetek.
Flora požádá pana Poirota o pomoc. Detektiv souhlasí a brzy pochopí, že nebude mít lehkou práci. S asistencí doktora Shepparda začne postupně rozplétat komplikované nitky tohoto případu. Brzy začne být přesvědčen o Ralfově nevině, i když je jeho náhlé zmizení velmi podezřelé. Mezi dalšími podezřelými jsou trochu podivínský major Blunt nebo služebná Ursula Bourneová. Autorka překvapí všechny čtenáře rozuzlením, protože vrahem se ukáže být sám vypravěč knihy. Hercule Poirot jej překvapivě označí za vraha, když předtím vyloučil logickými argumenty všechny ostatní podezřelé. Pak slavný detektiv naznačí, že vrahovi zbývá poslední možnost – sebevražda. Poslední kapitola je napsána jako vrahovo přiznání a zároveň dopis na rozloučenou.